# Sphagneticola trilobata
Sphagneticola trilobata ist eine Pflanzenart aus der Gattung Sphagneticola innerhalb der Familie der Korbblütler (Asteraceae).  

## Beschreibung

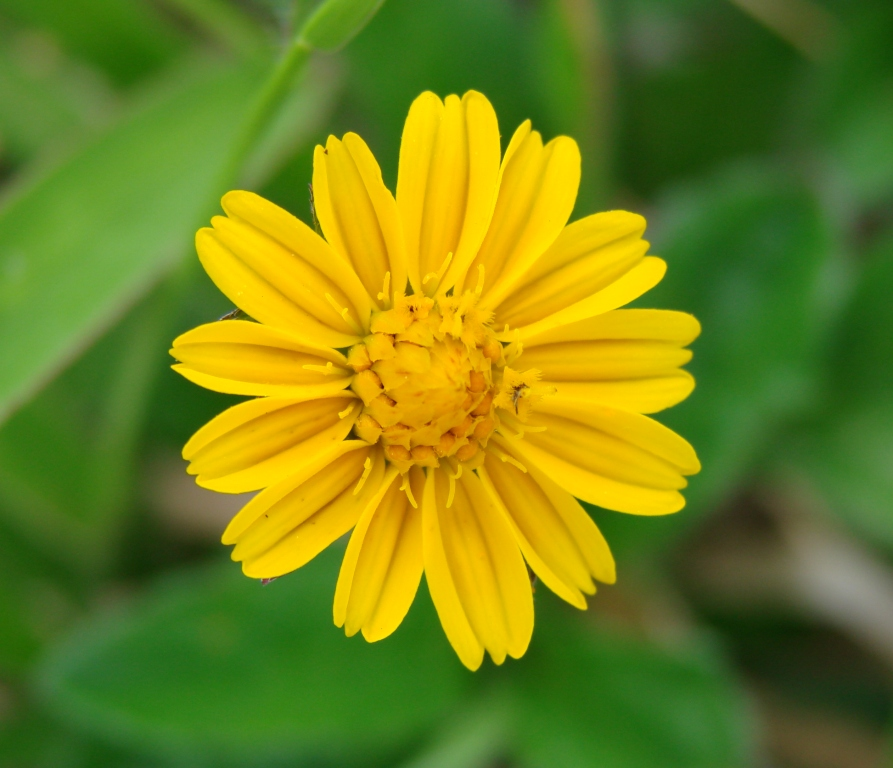
Blütenkorb mit Zungen- und Röhrenblüten in Detail

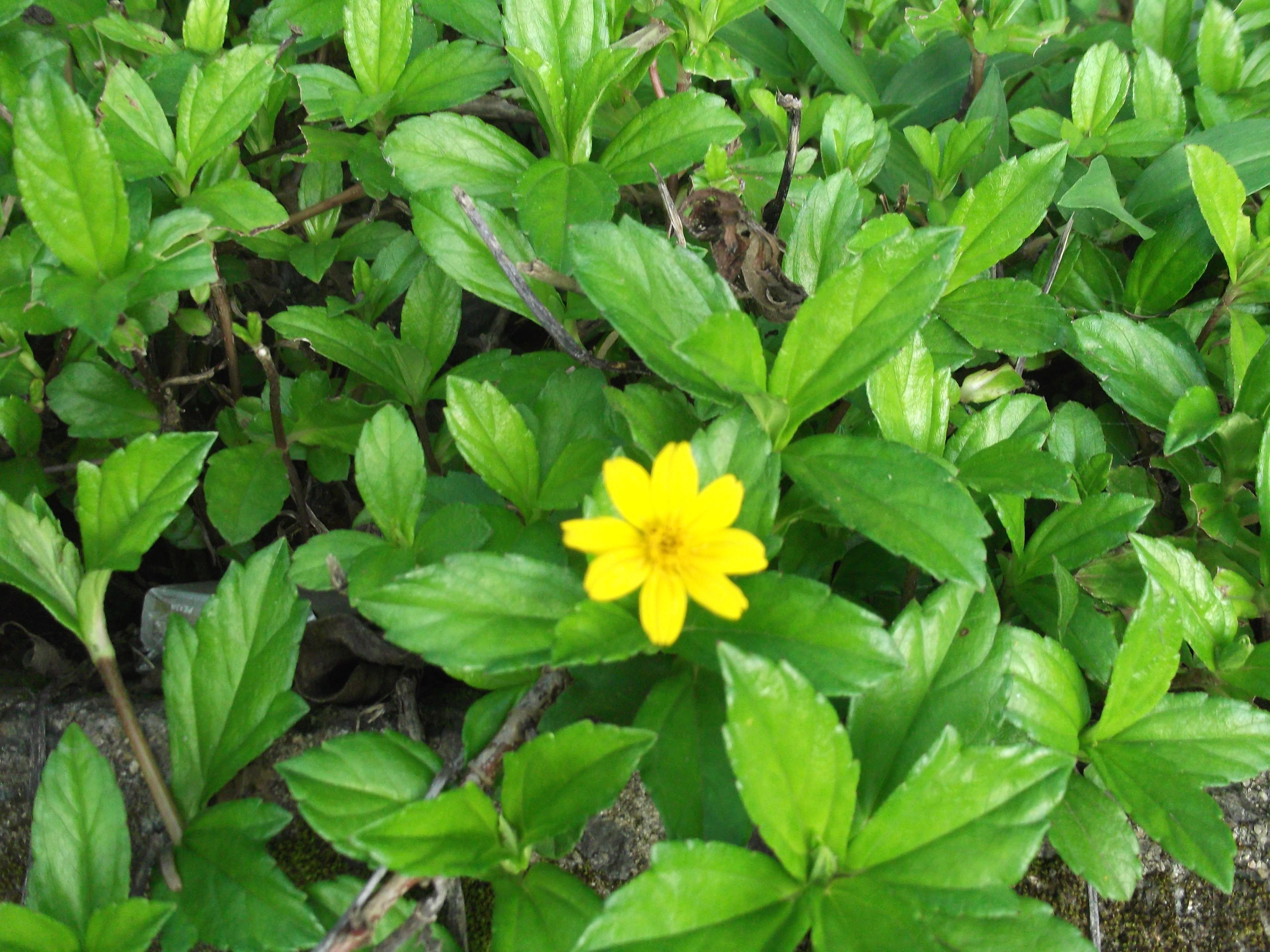
Habitus

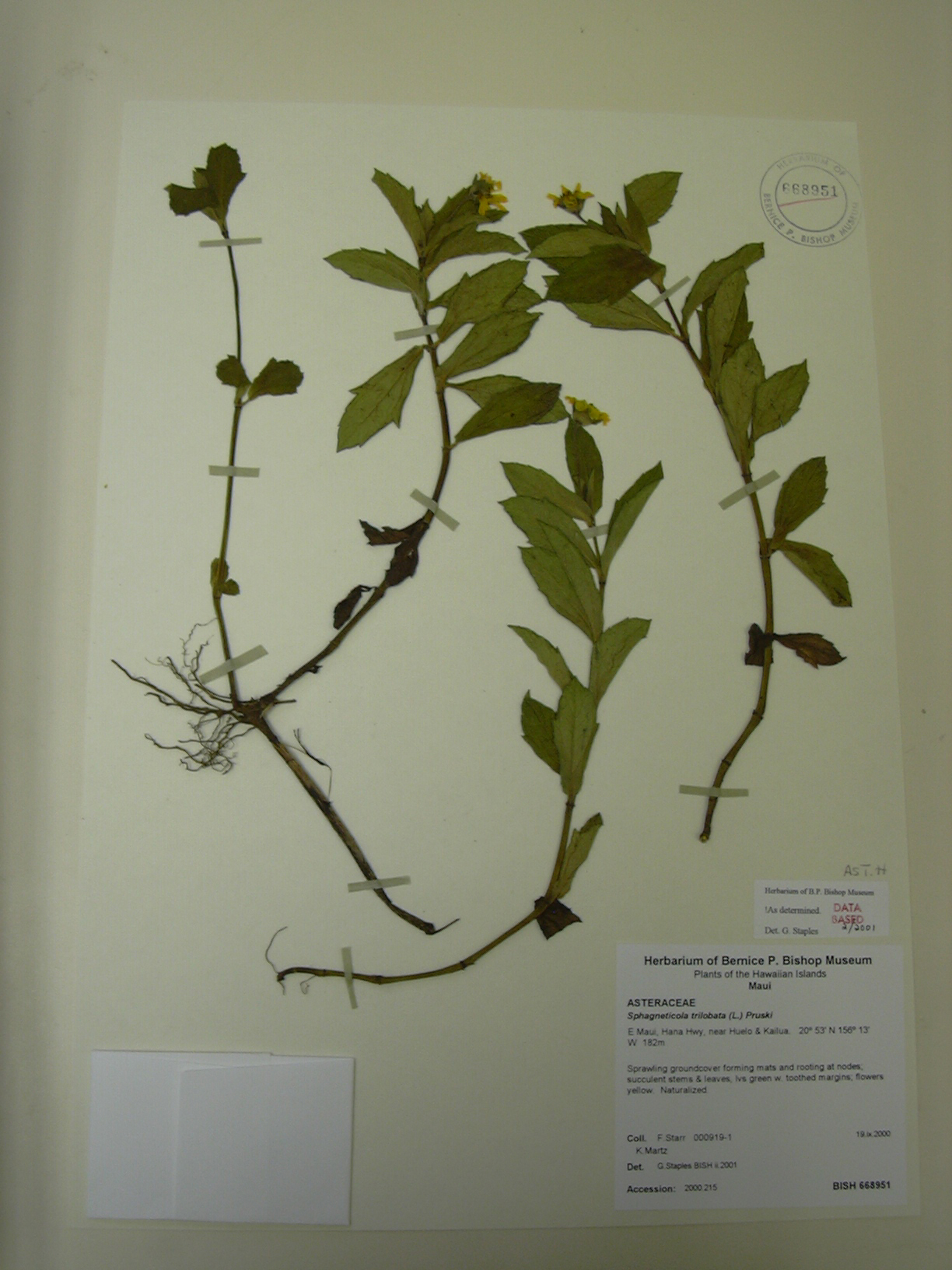
Herbarbeleg

### Erscheinungsbild und Blatt
Sphagneticola trilobata wächst als kriechende oder niederliegende, mattenbildende, ausdauernde krautige Pflanze. Der im Querschnitt runde, kräftige Stängel wurzelt an den Knoten (Nodi) und erreicht Längen von 10 bis 30, selten bis zu 40 Zentimetern. Die Stängeloberfläche ist behaart oder kahl, selten auch schuppig. Der Blütenstände tragende Abschnitt des Stängels ist aufsteigend und grob striegelig bis spreizend rau behaart oder manchmal fast kahl.
Die gegenständig am Stängel angeordneten Laubblätter sind in Blattstiel und -spreite gegliedert. Der Blattstiel ist nicht länger als 0,5 Zentimeter. Die etwas fleischige Blattspreite ist bei einer Länge von meist 4 bis 9 Zentimetern, aber auch bis zu 18 Zentimetern sowie einer Breite von 1 bis 5 Zentimetern elliptisch bis lanzettlich und weist meist ein Paar seitlicher dreiecksförmiger Blattlappen auf. Die Oberflächen der Blattspreite sind glatt oder spärlich behaart, manchmal auch geschuppt. Die Spreitenränder sind unauffällig unregelmäßig gezähnt oder gesägt und die Spreitenbasis ist keilförmig während die Spreitenspitze spitz zulaufend ist.

### Blütenstand, Blüte und Frucht
Der Korbschaft ist 3 bis 10 Zentimeter lang. Es werden körbchenförmige Blütenstände gebildet. Die lanzettlichen Hüllblätter bilden ein mit einer Höhe von etwa 1 Zentimeter glockenförmig-halbkugeliges Involucrum. Die Blütenkörbe enthalten 8 bis 13 6 bis 15 Millimeter lange Zungen- (= Strahlen-) und 4 bis 5 Millimeter lange Röhrenblüten (= Scheibenblüten). Der Pappus besteht aus einer Krone von ausgefransten Schuppen.
Die warzigen Achänen sind 4 bis 5 Millimeter lang und reifen bei kultivierten Exemplaren nicht alle.

### Chromosomenzahl
Die Chromosomenzahl beträgt 2n = 56.

## Vorkommen
Ursprünglich ist Sphagneticola trilobata von Mexiko bis Zentralamerika und auf Karibischen Inseln verbreitet. Sie ist in der restlichen Neotropis, im südlichen und westlichen Afrika, auf Mayotte, in Indien, Thailand, Indonesien, China, Taiwan, in Australien und auf zahlreichen Inseln im Pazifik ein Neophyt.

### Invasive Pflanze
In vielen Gebieten der Welt wird Sphagneticola trilobata als invasive Pflanze bewertet und laut der Invasive Species Specialist Group (ISSG) der IUCN Species Survival Commission gehört Sphagneticola trilobata zu den 100 gefährlichsten Neobiota weltweit.

## Nutzung
Sie wird als Bodenbedecker als Zierpflanze verwendet.

## Taxonomie
Die Erstveröffentlichung erfolgte 1759 unter dem Namen (Basionym) Silphium trilobatum durch Carl von Linné in Systema Naturae, Editio Decima, 2, S. 1233; dort „trilobatu“ geschrieben. Die Neukombination zu Sphagneticola trilobata (L.) Pruski wurde 1996 durch John Francis Pruski in Memoirs of The New York Botanical Garden, Volume 78, S. 114 veröffentlicht. Weitere Synonyme von Sphagneticola trilobata (L.) Pruski sind beispielsweise: Acmella brasiliensis Spreng., Acmella spilanthoides Cass., Buphthalmum repens Lam., Buphthalmum strigosum Spreng., Complaya trilobata (L.) Strother, Polymnia carnosa Poir., Polymnia carnosa var. aspera (Rich.) Poir., Polymnia carnosa var. glabella (Rich.) Poir., Polymnia carnosa var. triloba (Rich.) Poir., Seruneum paludosum (DC.) Kuntze, Seruneum trilobatum (L.) Kuntze, Sphagneticola ulei O.Hoffm., Stemmodontia trilobata (L.) Small, Thelechitonia trilobata (L.) H.Rob. & Cuatrec., Verbesina carnosa M.Gómez, Verbesina carnosa var. aspera (Rich.) M.Gómez, Verbesina carnosa var. triloba (Rich.) M.Gómez, Wedelia brasiliensis S.F.Blake, Wedelia carnea Rich., Wedelia carnosa Rich. ex Spreng., Wedelia carnosa var. aspera Rich., Wedelia carnosa var. glabella Rich., Wedelia carnosa var. triloba Rich., Wedelia crenata Rich., Wedelia paludicola Poepp. & Endl., Wedelia paludosa DC., Wedelia triloba (Rich.) Bello, Wedelia trilobata (L.) Hitchc.